# James Hampton
James Hampton (8 de abril de 1909 – 4 de noviembre de 1964) fue un funcionario y artista afrodescendiente estadounidense. A su muerte se descubrieron una serie de obras de arte religioso realizadas por él mismo durante 14 años, que le han dado fama como ejemplo del llamado arte marginal.

## Biografía
James Hampton nació en Carolina del Sur en 1909. Su padre era cantante de góspel de confesión baptista. En 1928 Hampton se estableció en Washington D. C., donde compartía apartamento con Lee, su hermano mayor. Trabajó como cocinero hasta 1942, cuando entró en las Fuerzas Aéreas del Ejército de los Estados Unidos, sirviendo en el Escuadrón de Aviación 385th en el Pacífico. En 1945 regresó a Washington D. C.
En 1946 Hampton comenzó a trabajar como conserje de noche para la U.S. General Services Administration. Su hermano Lee murió en 1948. 
El 4 de noviembre de 1964 James Hampton muere de cáncer de estómago. Nunca se casó. Un mes más tarde Meyer Wertlieb, propietario de un garaje que Hampton había alquilado en 1950, encontró el motivo por el cual Hampton le debía varios meses de alquiler. Wartlieb sabía que Hampton había estado construyendo algo en el garaje. Cuando abrió la puerta encontró la habitación repleta de objetos centelleantes, toda una serie de 177 obras de arte que rodeaban un trono central.
Durante 14 años, Hampton construyó un trono y toda una larga serie de reliquias utilizando para ello materiales usados como papel de aluminio, láminas metálicas recortadas de botes de café, cartón ondulado, viejas lámparas de vacío, fragmentos de espejo, tubos, frascos de vidrio y escritorios antiguos. Él armó estos objetos con chinchetas, pegamento, alfileres y cinta aislante.
Se desconoce si Hampton se consideraba a sí mismo un artista. Su trabajo puede considerarse como folklore o arte naif - arte hecho por autodidactas, gente que no ha estudiado técnicas, historia o teoría del arte.
El texto The Throne of the Third Heaven of the Nations' Millennium General Assembly (El Trono del Tercer Cielo para la Asamblea General de Naciones del Milenio) fue escrito a mano por Hampton en diferentes objetos de la colección. Sobre el trono central ornamentó las palabras Fear Not (No Temas). El trabajo completo permanece en la colección permanente del Smithsonian American Art Museum. Está formado por un total de 180 objetos. Muchos de ellos llevan inscripciones sacadas de textos bíblicos del Apocalipsis de San Juan. Los objetos que permanecen al lado derecho del trono parecen referirse al Nuevo Testamento y aquellos que están en el lado izquierdo se refieren al Antiguo Testamento.
Uno de los objetos encontrados es un libro de 112 páginas escrito por Hampton titulado St James: The Book of the 7 Dispensation, escrito en una escritura desconocida que no ha sido descifrada y que se conoce como Hamptonés.
En sus textos se guarda para sí mismo el título de Director, Proyectos Especiales para el Estado de la Eternidad.
La historia sale a la luz el 15 de diciembre de 1964, en un ejemplar del Washington Post. Hampton había guardado todo el proyecto en secreto para la gran mayoría de sus amigos. Su familia oyó hablar por vez primera del asunto cuando su hermana fue a reclamar el cuerpo.
La colección fue donada de forma anónima al Smithsonian American Art Museum en 1970. Actualmente puede visitarse permanentemente en el Abby Aldrich Rockefeller Folk Art Museum.